# 転回 (体操)

アクロダンスルーチンの一部として実行されるフロントハンドスプリング 。

転回（てんかい）は器械運動、体操競技や新体操などにおける技の一種。

## 体操競技
器械運動の技は系、技群、グループによって分類される。マット運動の技は回転系と巧技系に大別され、回転系は背中を接して回転する「接転技群」や、手や足の支えで回転する「ほん転技群」に分けられる。跳び箱運動の技は切り返し系と回転系に大別され、回転系の技では、足で踏み切ってから着地するまで同じ方向に回転して着地する。
器械運動では「腕立て前方転回」や「腕立て後方転回」と称される技があったが、1964年（昭和39年）の東京オリンピック開催を機に述語の統一が図られ、それぞれ「前転とび」や「後転とび」が正式名称となった。

## 新体操競技
新体操団体競技では前方転回や後方転回はプレアクロバット要素の一つとなっている。